# Emurena luridoides
Emurena luridoides är en fjärilsart som beskrevs av Rothschild 1910. Emurena luridoides ingår i släktet Emurena och familjen björnspinnare. Inga underarter finns listade i Catalogue of Life.